# Mindorói bozótkakukk
A mindorói bozótkakukk (Centropus steerii) a madarak osztályának kakukkalakúak (Cuculiformes) rendjébe, ezen belül a kakukkfélék (Cuculidae) családjába tartozó kihalófélben lévő faj.

## Rendszerezése
A fajt Frank Swift Bourns és Dean Conant Worcester írták le 1894-ben.

## Előfordulása
A faj endemikus a Fülöp-szigeteken, ezen belül Mindoro szigetén. Természetes élőhelyei a szubtrópusi vagy trópusi síkvidéki esőerdők. Állandó, nem vonuló faj.

## Megjelenése
Testhossza 43–49,5 centiméter, a hím testtömege 175–200 gramm, a tojó kicsit nagyobb, 190–238 gramm.

## Természetvédelmi helyzete
Az elterjedési területe kicsi és az emberi tevékenység miatt csökken, egyedszáma 50–249 példány közötti és szintén  csökken. A Természetvédelmi Világszövetség Vörös listáján súlyosan veszélyeztetett fajként szerepel.